# Хоробре серце
«Хоробре серце» (англ. Braveheart) — американський історичний фільм 1995 року, знятий Мелом Гібсоном, що розповідає про боротьбу Шотландського королівства за незалежність проти англійського панування. Головний герой фільму — Вільям Воллес, ватажок шотландців, у виконанні Мела Гібсона.
На 1 березня 2024 року фільм займав 79-ту позицію у списку 250 кращих фільмів за версією IMDb.

## Сюжет
Оповідання ведеться від імені Роберта Брюса. 1280 рік. Король Англії Едуард I Довгоногий окупував значну частину Шотландії і заборонив шотландцям мати зброю. Після вбивства англійцями вождів шотландських кланів у казармах Айра в Ейрширі розгоряється війна між Шотландією та Англією. У боротьбі із загонами короля гинуть батько і брат десятирічного Вільяма Воллеса. Воллеса під опіку бере дядько — Аргайл.
Через 20 років Воллес повертається в рідне село, сподіваючись завести сім'ю і вести господарство, по можливості уникаючи «проблем». Воллес починає зустрічатися з дівчиною Маррон, з якою дружив з дитинства. Щоб уникнути встановленого королем Едуардом I принизливого «права першої ночі», Маррон і Воллес вінчаються таємно. Воллес відбиває Маррон у англійських солдатів, які намагалися її зґвалтувати через недотримання правил. Маррон не встигає втекти з села, і місцевий шериф, оголосивши, що «Напад на солдатів короля дорівнює нападу на самого короля», вбиває дівчину. Воллес з'являється з повинною, але замість здачі вступає в бій із солдатами. Жителі стихійно піднімають повстання, Воллес убиває шерифа на місці смерті Маррон, вийнявши з його піхов той самий ніж, яким він убив дівчину. Шотландці проголошують його своїм вождем. Початок цієї помсти лежав в основі всього його життя в боротьбі за свободу свого народу і своєї країни.
Повстання розгорається, до загону Воллеса приєднуються й інші шотландські клани. Воллес здобуває кілька перемог над англійськими військами, зокрема в битві на Стерлінгському мосту. Однак під час Фолкеркської битви шотландська знать зраджує Воллеса, пішовши зі своїми військами, і він зазнає поразки. Пішовши в підпілля, Воллес убиває двох представників знаті, які зрадили його.
З Воллесом зустрічається принцеса Ізабелла, дружина принца Едуарда (майбутнього Едуарда II), сина Едуарда I.
Воллес, усе ж сподіваючись на підтримку з боку шотландської знаті, зустрічається з Робертом Брюсом (майбутнім королем Шотландії Робертом I), але потрапляє в полон до англійців: виявляється, батько Роберта, незважаючи на смертельну хворобу та приреченість померти найближчим часом, потай від сина спільно з шотландською знаттю влаштував засідку.
У Лондоні Воллеса судять за зраду королю. Однак Воллес каже, що ніколи не визнавав і не визнає Едуарда своїм королем. За це суд засуджує його до «очищення через біль». На лондонській площі Воллеса катують і пропонують швидку смерть, якщо він скаже «Пощади!». Але, Воллес, зібравши останні сили, вигукує «Свобода!». Подивившись на натовп, що зібрався на площі, Воллес бачить там Маррон і посміхається їй. У цей момент Воллеса обезголовлюють.
Через деякий час Роберт Брюс із залишками шотландської армії зустрічається з англійськими військами на полі Беннокберна, щоб отримати згоду на коронацію. Однак поглянувши на хустку, яка належала Воллесу, Брюс переосмислив усе. Вигукуючи ім'я Воллеса, Брюс із шотландськими солдатами йдуть в атаку на англійців.

## У ролях
- Мел Гібсон — Вільям Воллес, шотландський воїн
- Софі Марсо — принцеса Ізабель, принцеса Франції та дружина принца Едварда
- Патрік Макгуен — Едвард I Довгоногий, старіючий король Англії
- Кетрін Маккормак — Меррон Маккланнох, подруга дитинства Воллеса
- Ангус Макфадьєн — Роберт Брюс, шотландський дворянин
- Брендан Глісон — Геміш, друг дитинства Воллеса
- Девід О'Гара — Стівен, ірландський горець
- Ієн Баннен — Прокажений, старіючий батько Роберта Брюса
- Джеймс Космо — Кемпбелл, батько Геміша
- Браян Кокс — Аргайл Воллес, дядько Воллеса
- Пітер Генлі — принц Едвард, син Довгоногого
- Алан Армстронг — Морней, шотландський дворянин
- Джон Мертаг — Лохлан, шотландський дворянин
- Шон Макгінлі — батько Меррон
- Герда Стівенсон — мати Меррон
- Стівен Біллінгтон — Філіп, радник принца Едварда
- Джон Кавано — Крейг, радник Роберта Брюса
- Томмі Фланаган — Моррісон, шотландець
- Руперт Вансіттарт — лорд Боттомс, дворянин
- Тем Вайт — Макгрегор, лідер клану
- Майкл Берн — Смайт, англійський офіцер-садист
- Мартін Мерфі — лорд Талмадж, англійський командувач
- Джерард Максорлі — Челтем, заступник командира
- Річард Ліф — губернатор Йорка
- Бернард Горсфолл — Балліол, шотландський дворянин
- Джиммі Чісголм — Фодрон, англійський вбивця
- Жанна Марін — Ніколетт, служниця Ізабелли
- Шон Ловлор — Малкольм Воллес, батько Вільяма
- Сенді Нельсон — Джон Воллес, старший брат Вільяма

## Знімальна група
- Режисер — Мел Гібсон
- Сценарист — Рендалл Воллес
- Оператор — Джон Толл
- Композитор — Джеймс Горнер
- Художник — Томас І. Сандерс
- Продюсери — Брюс Дейві, Алан Ледд, Дін Лопата, Стівен Маківіті, Елізабет Робінсон, Мел Гібсон

## Нагороди
| Нагороди та номінації                                              | Нагороди та номінації                                      | Нагороди та номінації                                                              | Нагороди та номінації | Нагороди та номінації |
| Нагорода                                                           | Категорія                                                  | Номінант                                                                           | Результат             |                       |
| ------------------------------------------------------------------ | ---------------------------------------------------------- | ---------------------------------------------------------------------------------- | --------------------- | --------------------- |
| «Оскар»                                                            | «Найкращий фільм»                                          | Мел Гібсон, Алан Ледд і Брюс Дейві                                                 | Перемога              |                       |
| «Оскар»                                                            | «Найкраща режисерська робота»                              | Мел Гібсон                                                                         | Перемога              |                       |
| «Оскар»                                                            | «Найкраща операторська робота»                             | Джон Толл                                                                          | Перемога              |                       |
| «Оскар»                                                            | «Найкращий звуковий монтаж»                                | Лон Бендер і Пер Галлберг                                                          | Перемога              |                       |
| «Оскар»                                                            | «Найкращий грим»                                           | Пітер Фремптон, Пол Паттісон і Лоїс Бюрвелл                                        | Перемога              |                       |
| «Оскар»                                                            | «Найкращий оригінальний сценарій»                          | Рендалл Воллес                                                                     | Номінація             |                       |
| «Оскар»                                                            | «Найкращий дизайн костюмів»                                | Чарльз Ноуд                                                                        | Номінація             |                       |
| «Оскар»                                                            | «Найращий звук»                                            | Енді Нельсон, Скотт Міллан, Анна Белмер і Браян Сіммонс                            | Номінація             |                       |
| «Оскар»                                                            | «Найкращий монтаж»                                         | Стівен Розенблюм                                                                   | Номінація             |                       |
| «Оскар»                                                            | «Найкраща музика до драматичного фільму»                   | Джеймс Горнер                                                                      | Номінація             |                       |
| «Золотий глобус»                                                   | «Найкращий режисер»                                        | Мел Гібсон                                                                         | Перемога              |                       |
| «Золотий глобус»                                                   | «Найкращий фільм (драма)»                                  | Брюс Дейві                                                                         | Номінація             |                       |
| «Золотий глобус»                                                   | «Найкращий сценарій»                                       | Рендалл Воллес                                                                     | Номінація             |                       |
| «Золотий глобус»                                                   | «Найкраща музика до фільму»                                | Джеймс орнер                                                                       | Номінація             |                       |
| «BAFTA»                                                            | «Найкраща операторська робота»                             | Джон Толл                                                                          | Перемога              |                       |
| «BAFTA»                                                            | «Найращий дизайн костюмів»                                 | Чарльз Ноуд                                                                        | Перемога              |                       |
| «BAFTA»                                                            | «Найкращий звук»                                           | Пер Гальберг, Лон Бендер, Браян Сіммонс, Енді Нельсон, Скотт Міллан та Анна Белмер | Перемога              |                       |
| «BAFTA»                                                            | «Найкраща режисерська робота»                              | Мел Гібсон                                                                         | Номінація             |                       |
| «BAFTA»                                                            | «Найкраща музика до фільму»                                | Джеймс Хорнер                                                                      | Номінація             |                       |
| «BAFTA»                                                            | «Найкращий грим»                                           | Пітер Фремптон, Пол Паттісон і Лоїс Бюрвелл                                        | Номінація             |                       |
| «BAFTA»                                                            | «Найкраща робота художника-постановника»                   | Том Сандерс                                                                        | Номінація             |                       |
| «Сатурн»                                                           | «Найкращий пригодницький фільм чи бойовик»                 |                                                                                    | Номінація             |                       |
| «Сатурн»                                                           | «Найкраща музика»                                          | Джеймс Хорнер                                                                      | Номінація             |                       |
| «Сатурн»                                                           | «Найкращі костюми»                                         | Чарльз Ноуд                                                                        | Номінація             |                       |
| Премія Асоціації американських монтажників «Eddie»                 | «Найкращий монтаж у художньому фільмі»                     | Стівен Розенблюм                                                                   | Перемога              |                       |
| Премія Американського товариства кінематографістів                 | «Найкраща операторська робота»                             | Джон Толл                                                                          | Перемога              |                       |
| Awards Circuit Community Awards                                    | «Найкраща робота художника-постановника»                   | Том Сандерс та Пітер Ховітт                                                        | Перемога              |                       |
| Awards Circuit Community Awards                                    | «Найкращий дизайн костюмів»                                | Чарльз Ноуд                                                                        | Перемога              |                       |
| Awards Circuit Community Awards                                    | «Найкращий грим»                                           |                                                                                    | Перемога              |                       |
| Awards Circuit Community Awards                                    | «Найкраща музика до фільму»                                | Джеймс Хорнер                                                                      | Перемога              |                       |
| Awards Circuit Community Awards                                    | «Найкращий каскадерський ансамбль»                         |                                                                                    | Перемога              |                       |
| Awards Circuit Community Awards                                    | «Найкращий режисер»                                        | Мел Гібсон                                                                         | Номінація             |                       |
| Awards Circuit Community Awards                                    | «Найкраща операторська робота»                             | Джон Толл                                                                          | Номінація             |                       |
| Awards Circuit Community Awards                                    | «Найкращий оригінальний сценарій»                          | Рендалл Уоллес                                                                     | Номінація             |                       |
| Awards Circuit Community Awards                                    | «Найкращий монтаж»                                         | Стівен Розенблюм                                                                   | Номінація             |                       |
| Awards Circuit Community Awards                                    | «Найкращий звук»                                           |                                                                                    | Номінація             |                       |
| Critics' Choice Movie Awards                                       | «Найкраща режисерська робота»                              | Мел Гібсон                                                                         | Перемога              |                       |
| Фестиваль мистецтва кінооператорів Камерімідж                      |                                                            | Джон Толл                                                                          | Номінація             |                       |
| Премія Товариства кінематографії та звукозапису                    | Визначне досягнення у зведенні звуку для художнього фільму | Енді Нельсон, Скотт Міллан, Анна Белмер і Браян Сіммонс                            | Номінація             |                       |
| Cinema Writers Circle Awards (Іспанія)                             | «Найкращий фільм іноземною мовою»                          |                                                                                    | Перемога              |                       |
| Премія Гільдії режисерів США                                       | «Найкраща режисура — художній фільм»                       | Мел Гібсон                                                                         | Номінація             |                       |
| Імперія                                                            | «Найкращий фільм»                                          |                                                                                    | Перемога              |                       |
| Flaiano International Prizes (Італія)                              | «Найкраща іноземна акторка»                                | Кетрін Маккормак                                                                   | Перемога              |                       |
| Юпітер                                                             | «Найкращий іноземний режисер»                              | Мел Гібсон                                                                         | Перемога              |                       |
| «MTV Movie Awards»                                                 | «Найвидовищніший епізод»                                   | За битву при Стерлінгському мосту                                                  | Перемога              |                       |
| «MTV Movie Awards»                                                 | «Найкращий фільм»                                          |                                                                                    | Номінація             |                       |
| «MTV Movie Awards»                                                 | «Найкраща чоловіча роль»                                   | Мел Гібсон                                                                         | Номінація             |                       |
| «MTV Movie Awards»                                                 | «Найбажаніший чоловік»                                     | Мел Гібсон                                                                         | Номінація             |                       |
| Премія Гільдії звукорежисерів художнього кіно «Golden Reel Awards» | «Найкращий монтаж звуку: Звукові ефекти та їх запис»       |                                                                                    | Перемога              |                       |
| Премія Гільдії звукорежисерів художнього кіно «Golden Reel Awards» | «Найкращий монтаж звуку: Діалоги»                          |                                                                                    | Перемога              |                       |
| Премія Гільдії звукорежисерів художнього кіно «Golden Reel Awards» | «Найкращий монтаж звуку: Звукові ефекти»                   |                                                                                    | Перемога              |                       |
| Премія Національна рада кінокритиків США                           | «Найкращі 10 фільмів року»                                 |                                                                                    | Перемога              |                       |
| Премія Національна рада кінокритиків США                           | «За внесок у кіно»                                         | Мел Гібсон                                                                         | Перемога              |                       |
| Премія Товариства південно-східних критиків США                    | «Найкращий фільм»                                          |                                                                                    | Номінація             |                       |
| Премія Гільдії сценаристів США                                     | «Найкращий сценарій, написаний безпосередньо для екрану»   | Рендалл Воллес                                                                     | Перемога              |                       |